# 原田健成
原田 健成（はらだ たけしげ、1965年〈昭和40年〉4月26日 - ）は、ウェザーニューズ所属の気象予報士。元タレント。山口県光市出身。

## SOLiVE24レギュラー出演番組
2013年1月現在
※ 平常時の基本スケジュールであり、諸都合で変更となることがある。ウェザーニュースが規定する「減災スケール(Mスケール)」M3（警戒）態勢となった場合や、強度の地震が発生し速報体制になった場合は、長時間の連続出演になることもあるが、随時他の気象予報士と交代しながら伝える。
2013年1月の新キャスター追加に伴い、レギュラー出演は週1回のナイトのみとなっていた。同年4月29日以降は『ソラトモパーティー』など、現行のSOLiVEキャスターが諸事情などで出演できない場合のみ代演する形となる。

### SOLiVE24の番組に関する備考
- 2010年10月17日より、村田の代理で日曜メインキャスター須田浩子のサブ役として「Weathernews LiVE」の出演が復活して以降そのまま同番組に就任したが[1][2]、2011年5月いっぱいで田中が休業したことにより、6月2日の放送分から「SOLiVE コーヒータイム」を週4回担当[注釈 5]した一方で、『SOLiVE イブニング』は2012年1月9日の再レギュラー昇格まで原則出演しなくなった。さらに6月30日の放送分をもって有川がSOLiVEキャスターを卒業したことから、翌日7月1日よりコーヒータイムの出演回数は週5回となった[注釈 6]。なお、過去担当していた『SOLiVE イブニング』については、日曜日は原則として山田泰葉が担当するため出演しなかったが、シフト調整で日曜日に同番組もしくはその他の番組へ出演することもあった。
  - 独自コーナーとして、201年6月から9月までの3ヶ月間、毎週水曜日もしくは木曜日のどちらか一方に「節電クッキング」が実施されていた。なお、9月の減災ウィーク期間中（9月1日 - 9月11日）は、ほぼ毎日実施した。
- 2010年12月19日の「ソラトモパーティー2010」は、クイズプレゼンターとして出演した。
- 2011年1月1日は、新春特番「お正月もみんなでソラをLiVEする」に出演。当時「SOLiVE モーニング」キャスターであった小野英美・木島由利香の3人と共演した。この出演がきっかけで、通常時の「SOLiVE モーニング」キャスターとしての出演回数も増えているが、これは喜田勝の他番組出演（主に『SOLiVE サンシャイン』が多い。）による代行が目的であり、喜田が休暇した時による代行は1回もなかった。但し10月23日は喜田が夏休みのため『SOLiVE モーニング』を代行し、後番組『SOLiVE サンシャイン』に堀田奈津水が出演（この日は堀田も『SOLiVE トワイライト』とのダブルヘッダーを担当）、その日の『SOLiVE コーヒータイム』にも原田が出演したことで解消された。
- 2011年1月23日には、「SOLiVE ムーン」内の1コーナー「みんなの通勤」に名古屋の事情通として30分間ほど特別出演[注釈 7]。日曜日かつ平常時の基本スケジュール進行にもかかわらず長時間の出演となった。また「SOLiVE ムーン」に出演するのも番組改編後初である[注釈 8]。
- 2011年2月22日から24日までは、箱根への旅行を兼ねた休暇のため担当番組を休演した[注釈 9][注釈 10]。
- 2011年8月24日から27日まで、夏休みのため担当番組を休演した[注釈 11]。
- 2011年8月15日は、喜田に代わって「SOLiVE モーニング」へ出演した。なお9月2日・3日・10月28日は、喜田が他番組に出演したため「SOLiVE イブニング」へ出演した[注釈 12]。
- 2011年8月18日は、「Hot Summer School」企画の一環として小野英美と共に赤城山へハイキングに行った。
- 2011年10月21日は、喜田が休暇のため「SOLiVE イブニング」を代行した。
- 2011年12月22日は、山岸・山田が共に『ソラトモパーティー2011』へ出席したため、21時30分 - 23時の短縮放送となった『SOLiVE ムーン』に2010年4月の番組改編以降初めてメインキャスターとして出演した[注釈 13]。因みに2012年11月15日、山岸の諸事情で同番組を代行し、この時は初めて3時間通しのフル出演を果たしている。
- 2012年1月14日は、『SOLiVE サタデー』に出演後、幕張のスタジオへ移動して『SOLiVE ナイト』に出演した。なお『SOLiVE サタデー』については、2月11日の放送で同じ『SOLiVE ナイト』を担当している木島由利香と共演した。
- 2012年3月28日から4月1日まで、休暇のため出演番組を休演した[注釈 14]。
- 2012年4月14日、5月26日、6月24日、7月21日は、小野・宇野沢と「みんなでGENSAI」に出演または収録。このため、5月26日及び7月21日の『SOLiVE イブニング』と『SOLiVE ナイト』は休演した[注釈 15]。
- 2012年8月5日は、木島が『SOLiVE ムーン』へ出演した関係で『SOLiVE ナイト』を代行した。なお、日曜日における『SOLiVE ナイト』の出演は、同番組就任後初[注釈 16]。
- 2012年10月25日は、山田が休日で、木島は『SOLiVE ナイト』の動画編集企画の一環として紅葉写真館の動画編集で日光方面へ行き出演できなかったため、『SOLiVE サンセット』に出演した[注釈 17]。なお、同番組の出演は初。
- 2012年11月4日は、堀田・横町が諸事情で出演できないため、『SOLiVE サンシャイン』へ初出演[注釈 18]、これにより『SOLiVEトワイライト』以外の全番組を達成。

## エピソード
- 「SORA CHAT」参加者には「イブニング」では「機長」、「コーヒータイム」では「マスター」の愛称で親しまれている[注釈 19]。
- かき氷で「氷イチゴミルク」が大好物である。